# Nagar (palenie tytoniu)
Nagar – twardy, porowaty osad, czarnej barwy, powstający na wewnętrznych ściankach główki fajki w trakcie prawidłowego opalania złożony z produktów spalania tytoniu i zwęglonego drewna.
Właściwie uformowana warstwa nagaru pełni rolę izolacyjną, ochraniając materiał fajki przed żarem i jednocześnie absorpcyjną, wchłaniającą nadmiar wilgoci powstającej w trakcie palenia.
Prawidłowo uformowany nagar, w dobrze konserwowanej fajce zachowuje długo lekki aromat pierwszego palonego w fajce tytoniu.
Warstwa nagaru powinna mieć grubość do 1 mm, zbyt gruba warstwa może przyczynić się do pęknięcia główki fajki, wskutek różnych współczynników rozszerzalności cieplnej. Do usuwania nadmiaru nagaru służą specjalne skrobaczki, niezbędniki lub kilkuostrzowe frezy.